# Centreville (Alabama)
Centreville ist eine US-amerikanische Stadt im Bibb County in Alabama. Die Stadt ist der County Seat. Das U.S. Census Bureau hat bei der Volkszählung 2020 eine Einwohnerzahl von 2.800 ermittelt.

## Demografie
Bei der Volkszählung 2000 hatte Centreville 2.466 Einwohner, 953 Haushalte und 684 Familien. 75,95 % der Bevölkerung waren Weiße, 23,03 % waren Afro-Amerikaner. 24,6 % der Einwohner waren unter 18 Jahre alt, 17,8 % über 65. Das Durchschnittsalter war 39 Jahre. Das Durchschnittseinkommen der Bewohner lag bei 15.449 US-Dollar, während 19,4 % der Bevölkerung unter der Armutsgrenze lebte.

## Geschichte
Da Centreville nahe dem Cahaba River liegt, war die Stadt schon früh ein wichtiger Handelspunkt für die Umgebung. 1821 wurde in Centreville das erste Postamt im gesamten County errichtet, 1823 kaufte Sarah Willis Chotard das Gebiet auf und ließ dort Siedler ansiedeln. 1829 wurde die Stadt zum County Seat des Bibb Countys. Zur Stadt wurde Centreville 1832 erklärt, seit 1978 zählt die Altstadt von Centreville unter der Bezeichnung Centreville Historic District zu den National Register of Historic Places (NRHP). Des Weiteren ist für Centreville das Davidson-Smitherman House im NRHP eingetragen (Stand 3. Juli 2019).

## Schulen
In Centreville gibt es zwei öffentliche und eine private Schule:
- Cahawba Christian Academy (Alter von 3–17, privat)
- Bibb County High School (14–17, öffentlich)
- Centreville Middle School (10–13, öffentlich)

## Radiostationen
WBIB 1110 AM – Gospel-Radiosender, der im größeren Umkreis von Tuscaloosa sendet und den Sitz in Centreville hat.

## Söhne und Töchter der Stadt
- Fresco Thompson (* 1901, † 1968), US-amerikanischer Baseballspieler und Manager